# Ulli Kulke
Ulli Kulke (eigentlich Ulrich Kulke; * 20. August 1952 in Benthe) ist ein deutscher Journalist und Buchautor.

## Leben
Kulke wuchs in Benthe auf und besuchte das Matthias-Claudius-Gymnasium in Gehrden sowie die Gaußschule in Braunschweig, wo er Schülersprecher und Bezirksschülersprecher war. Nachdem er an der Gaußschule 1971 das Abitur gemacht hatte, studierte er Volkswirtschaft und Wirtschaftspädagogik an der Freien Universität Berlin. 1979 begann Kulke als Redakteur für Betrieb und Gewerkschaft bei der taz in Berlin. 1984/85 arbeitete er als Referent für Entwicklungspolitik bei der Bundestagsfraktion der Grünen in Bonn und kehrte danach als Wirtschaftsredakteur zur taz zurück.
Von 1990 bis 1993 arbeitete er als Redakteur bei der Zeitschrift natur in München, bis 1996 als Ressortleiter Wissenschaft bei der Wochenpost in Berlin. Bis 2001 war er stellvertretender Chefredakteur des Magazins mare in Hamburg, wo er unter anderem eine Kolumne über die pazifische Insel Pitcairn schrieb. Bis 2016 arbeitete er als Reporter und Autor bei der Tageszeitung Die Welt und der Welt am Sonntag.
Als Journalist schreibt er vor allem über historische und wissenschaftliche Themen. Auf Welt Online schrieb Kulke den „klimaskeptisch“ geprägten Blog Donner und Doria. Seine Texte erscheinen auch in dem Weblog Achse des Guten und vereinzelt auf der Webseite von EIKE, einem Verein, der die menschengemachte Erderwärmung bestreitet. Als Buchautor hat er sich unter anderem auf das Zeitalter der Entdeckungen spezialisiert und mehrere Bücher zu diesem Thema veröffentlicht. Seit Jahren schreibt Kulke für die Sonntagsbeilage der Berliner Morgenpost ("Berliner Illustrirte Zeitung") wöchentliche Serienbeiträge (2019: Fünf Jahrhunderte Berliner Schloss; 2020: Hundert Jahre Groß-Berlin; 2021: Geschichte der Berliner Kriminalität; 2022: Geschichte des Berliner Nahverkehrs; 2023: Berliner Architekturgeschichte und Siedlungsbau; 2024: Berlins Bunte Hunde, Paradiesvögel und Originale).
Von 1999 bis 2004 war Kulke Mitglied der Vorjury für den Egon-Erwin-Kisch-Preis für Journalisten, von 2005 bis 2019 saß er in der Vorjury für den Henri-Nannen-Preis, in dem der Egon-Erwin-Kisch-Preis aufgegangen ist.
Ulli Kulke ist ein Sohn von Erich Kulke und ein Bruder von Hermann Kulke und Wilhelm Kulke. Er ist verheiratet, hat zwei Töchter und lebt in Berlin.

## Veröffentlichungen (Auswahl)
- Betriebsnahe Tarifpolitik zur Stärkung der gewerkschaftlichen Basis. Verlag Die Arbeitswelt, Berlin 1977, ISBN  	978-3-88114-215-1
- Die großen Entdecker. Theiss-Verlag, Stuttgart 2006, ISBN 3-8062-1994-X
- Abenteuer Weltgeschichte. Beltz-Verlag, Weinheim 2007, ISBN 3-407-75328-4
- Alexander von Humboldt. Reise nach Südamerika. Frederking & Thaler, München 2010, ISBN 978-3-89405-773-2
- Vasco da Gama. Die Suche nach den Gewürzinseln. Frederking & Thaler, München 2011, ISBN 978-3-89405-791-6
- Weltraumstürmer. Wernher von Braun und der Wettlauf zum Mond. Quadriga, Berlin 2012, ISBN 978-3-86995-026-6
- mit Wolfgang Korn: Lebensraum Meer. Menschen, Küsten, Handelsrouten. Fackelträger-Verlag, Köln 2015, ISBN  978-3-7716-4597-7
- ‘69 – Der dramatische Wettlauf zum Mond – Die Apollo 8 Mission veränderte die Welt. Stuttgart 2018, ISBN 978-3-7716-4597-7
- mit Utta Raifer: Das Berliner Schloss. Geschichten aus fünf Jahrhunderten. Verlag Berlin-Brandenburg, Berlin 2020. ISBN 978-3947215898
- Erwin Wickert: Abenteurer zwischen den Welten – Ein Leben als Diplomat und Schriftsteller. Langen-Müller, München 2021. ISBN 978-3-7844-3620-3. Besprechungen: Alan Posener: Der Nazi-Diplomat und sein allzu nachsichtiger Biograf. In: starke-meinungen.de, 16. Februar 2022, online, sowie 21. Februar 2022, online; Robert von Lucius: ; Immo Sennewald: ; Volker Seitz:

## Preise und Auszeichnungen
- Ludwig-Bölkow-Journalistenpreis, 2008
- InnoPlanta-Journalistenpreis, 2009
- Bambini-Preis der Europäischen Jungakademikergesellschaft, 2010
- ITB-Buch-Award, 2011
- Journalisten-Preis der Deutschen Gesellschaft für Ernährung, 2015